# Heartbreakers (film uit 2001)
Heartbreakers is een romantische komediefilm uit 2001, geregisseerd door David Mirkin. Sigourney Weaver, Jennifer Love Hewitt, Ray Liotta, Jason Lee en Gene Hackman speelden de grootste rollen. Sigourney Weaver was genomineerd voor een Golden Satellite Award voor haar spel in de film.

## Verhaal
Sigourney Weaver en Jennifer Love Hewitt spelen Max en Page Conners, een moeder en dochter die alles met elkaar delen: relatieadviezen, haar- en make-uptips, en het geld dat ze winnen met dure scheidingszaken met rijke mannen. Als de film begint, doen de Conners de finishing touches op Dean (Ray Liotta), eigenaar van een carrosseriebedrijf. Wanneer het stof van die rotzooi weggaat, laat Page weten dat ze gaat verhuizen, weg van haar moeder, en dat ze zelf een winkel op gaat zetten -- maar om een uitstaande schuld af te betalen, vertelt Max dat ze één of meer vrijgezellen bij elkaar roepen. Ze komen bijeen bij Palm Beach' weduwnaar William B. Tensy (Gene Hackman), een kettingroker met een hart van goud en een dikke bankrekening. Er staan maar twee dingen in de weg: Tensy's Teutonic schoonmaakster Mevrouw Madress (Nora Dunn) en Jack (Jason Lee) die achter de bar werkt, een sterrenkijker die Page onverwachts leuk vindt. 
Heartbreakers is de derde compilatie van schrijvers Steven Mazur en Paul Guy, die in 1997 een internationale hit maakten, genaamd Liar Liar.

## Trivia
- Doug Liman, de maker van Go en Swingers, was aanvankelijk opgedragen om de film te maken.
- Alicia Silverstone speelde Page, de rol die zou gaan naar Jennifer Love Hewitt.
- De film werd opgenomen op West Palm Beach, Florida en bevat vele links naar the Beatles, met ook Sigourney Weavers versie van Back in the USSR.
- De originele speelkeuzes waren Jennifer Aniston om Page te spelen, en Cher om Max te spelen.
- Danny Elfman maakte het hoofdthema en de score voor de film.